# Regione di Kavango
La regione di Kavango (o Okavango) era una regione della Namibia, situata nella parte nord-orientale del paese. Aveva come capoluogo Rundu e contava una popolazione di 202 694 abitanti al censimento 2001. Nel 2013 la regione è stata soppressa e, contestualmente, sono state istituite le regioni del Kavango Occidentale e del Kavango Orientale.
Prendeva il nome dal popolo dei Kavango, che abitava nell'area. Il 28% della popolazione viveva in aree urbane mentre il 72% in aree rurali.

## Società

### Lingue e dialetti
Il 91% della popolazione della regione parla il Kavango

## Geografia antropica

### Suddivisioni amministrative
La regione era suddivisa in 9 distretti elettorali:
- Kahenge
- Kapako
- Mashare
- Mpungu
- Mukwe
- Ndiyona
- Rundu Rurale Est
- Rundu Rurale Ovest
- Rundu Urbano